# Ancillotti CH
La "CH" è una motocicletta da enduro, prodotta dalla Ancillotti tra il 1977 ed il 1982 come sostituta della Scarab, da cui deriva.

## Descrizione
La moto rispetto alla Scarab da cui deriva differisce per pochissimi dettagli, difatti il telaio e le sovrastrutture risuolano identiche a prima vista, anche se il telaio non ha più l'archetto posteriore, mentre ha anche dei collegamenti diversi con il forcellone, con il ritorno dell'uso della cassa filtro coperta da un telo impermeabile e non in materiale plastico, ma costituito da un doppio pentolino costruito centralmente in ferro ed in alluminio nei coperchi laterali, rimane comunque sia la borsa dei attrezzi sul serbatoio.
Per quanto riguarda il motore, con questo modello passa definitivamente alla motorizzazione Hiro dove inizialmente ha la frizione a secco, poi dal secondo anno di produzione adotta la classica soluzione in bagno d'olio, mentre l'ultimo anno di produzione nel 1982 adotta motori TAU, con l'inedito raffreddamento a liquido.
Inoltre la catena di trasmissione ora è sul lato sinistro e lo scarico sul lato destro, mentre sul modello precedente erano posizionati in modo opposto.